# Trăn
Trăn (bulharsky Трън) je město ležící v západním Bulharsku, ve vysokohorské kotlině v údolí řeky Erma u hranic se Srbskem. Je správním střediskem stejnojmenné obštiny a má přes 2 tisíce obyvatel.

## Historie
Město je poprvé připomínáno v dokumentu císaře Basilea II. jako Zveneapolis, přičemž leží v místě pravěkého sídliště. V pozdějších obdobích v něm žili postupně Thrákové, Římané, Gótové a Slované. Prabulharské osídlení není doloženo. Zajímavé je, že se v místním nářečí dochoval z latiny výraz piac pro náměstí. Oblast se počátkem 9. století stala součástí první Bulharské říše, avšak za cara Samuela musela čelit brutálnímu tlaku byzantského císaře Basilea II. Obranu po deset let vedl Krakra Pernický, správce zdejšího kraje, přesto se v roce 1018 tato oblast spolu se zbytkem Bulharska poddala byzantské moci. 
Po podrobení Osmanskou říší proslulo sídlo jako  trhoviště. V dochovaných dokumentech je zapsáno pod různými jmény (İznebol Kabası, Tarın Palanka nebo Trın Palanka).  Koncem 18. století sem Ali Paša Janinský nechal přesídlit obyvatele od Kastorie. Na počátku 19. století město trpělo opakovanými nájezdy krdžalijů. Po ukončení rusko-turecké války zde v roce 1830 vypuklo takzvané Znepolské povstání. Po jeho potlačení byli povstalci krutě potrestáni.
V roce 1871 zdejší Bulhaři založili revoluční výbor. Tomu se v roce 1876 podařilo vyslat dvě čety do srbsko-turecké války. Ty se posléze zúčastnily rusko-turecké osvobozenecké války v letech 1877-1878, přičemž oblast byla ještě před příchodem Rusů osvobozena Šopským povstáním. Těsně po válce byl Trǎn do roku 1879 součástí Srbska. Podstatný vliv na jeho další historii měla Neuillyská smlouva, podle níž připadlo blízké území s mnoha vesnicemi Srbsku.

## Obyvatelstvo
Ve městě žije 2 475 obyvatel a je zde trvale hlášeno 2 641 obyvatel. Podle sčítání 1. února 2011 bylo národnostní složení následující:
- Bulhaři: 1 579 (71.8 %)
- Romové: 611 (27.8 %)
- ostatní: 9 (0.4 %)